# Каша з сокири
Каша з сокири, Кашиця з сокири — сюжет східнослов'янської народної казки.
Казка відноситься до соціально-побутових казок . «Каша з сокири» — один із найвідоміших типів побутової казки, всесвітньо поширений сюжет «Кам'яний суп». У покажчику казкових сюжетів має № 1548 «Солдат варить кашу (суп) із сокири»: господиня не хоче годувати його; поступово він випрошує крупи, олії тощо.
Сюжет казки екранізований у радянському фільмі-казці "Фініст - Ясний сокіл" (1975). За казкою 1980 року створено мультфільм «Солдатська казка», а в 1982 створено однойменний мультфільм.
Російських варіантів казки – 10, українських – 2, білоруських – 2 .
У російській мові фраза «Каша з сокири» стала стійким виразом про щось варте, зроблене, незважаючи на брак компонентів, що входять до його складу  .

## Сюжет
Ішов солдат зі служби додому і втомився дорогою. Йому дуже хотілося їсти, а в самого нічого немає. Підходячи до села постукав у першу хатинку, попросився відпочити й їжі. Жила там стара, відпочити пустила, але пожаліла вона солдатові їжі і сказала, що сама нічого не має. Солдат побачив сокиру під лавкою і запропонував кашу зварити. Бабуся дала йому казанок, а солдат помив і поклав сокиру в казанок на вогонь, став помішувати. Спробував, каже солі не вистачає. Стара збігала солі принесла. Знову солдат сокиру варить. Пробує і попросив жменьку крупи. Стара біжить, несе мішечок крупи. Потім солдат попросив олії — стара й олію принесла. Зварив солдат кашу, сіли вони зі старою їсти. Стара дивується, що з сокири таку смачну кашу зварити можна, питає, коли сокиру їсти будемо? А той каже, що та згоріла, тож солдат поїв каші і пішов без сокири.